# Lärkriska
Lärkriska (Lactarius porninsis) är en svampart som beskrevs av Rolland 1889. Lärkriska ingår i släktet riskor och familjen kremlor och riskor.  Arten är reproducerande i Sverige. Inga underarter finns listade i Catalogue of Life.

## Källor

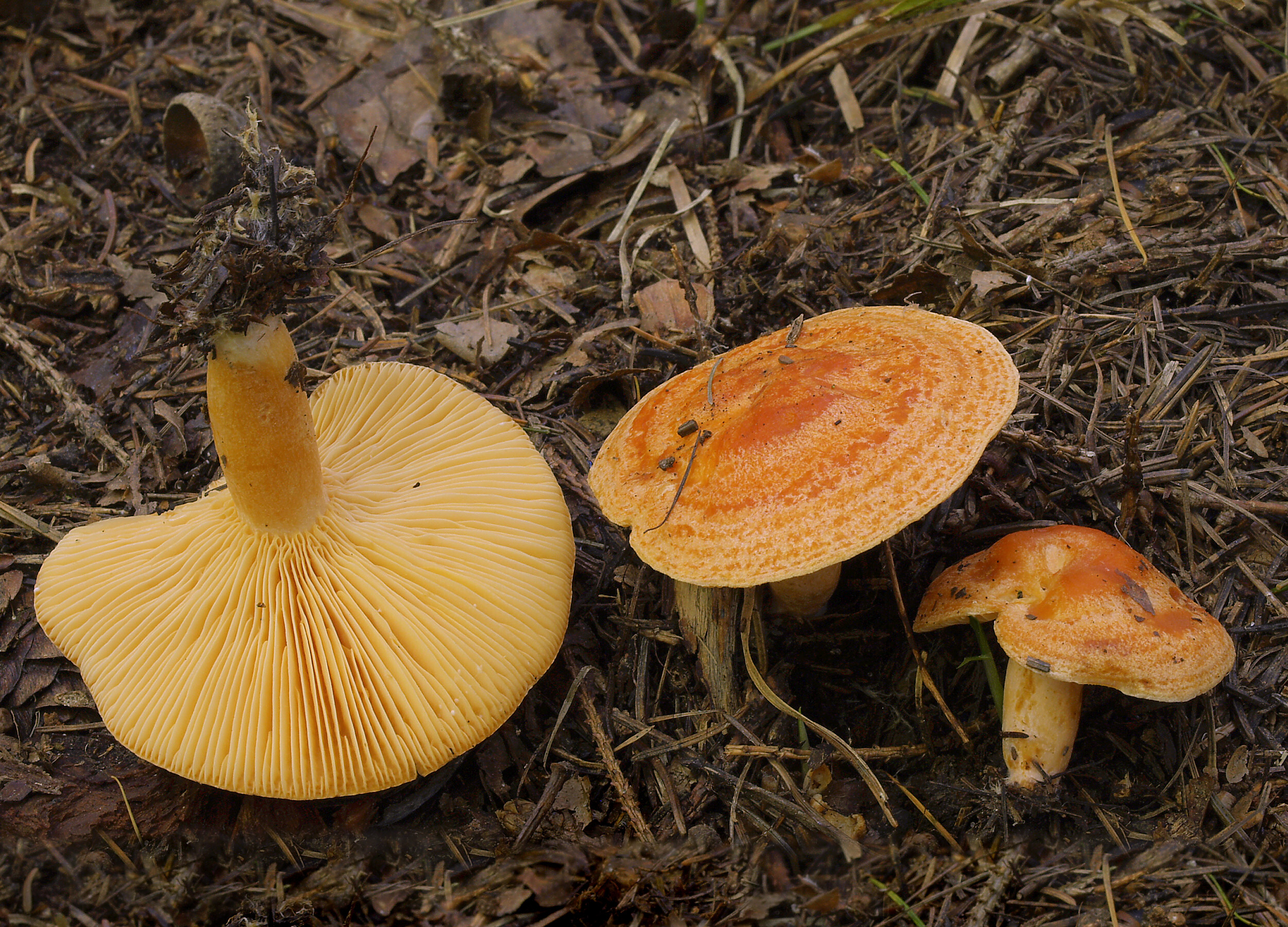